# Pietro Marubi
Pietro Marubi, connu en Albanie sous le nom de Pjetër Marubi, né en Italie à Piacenza en 1834 et mort en Albanie à Shkodër en 1903, est un photographe et artiste albanais d'origine italienne. Né dans une période de révolutions en Europe, il est contraint en 1856 de quitter l'Italie en raison de sa participation au mouvement de Garibaldi ; il s'installe à Shkodër où il a ouvert en 1858 le premier studio de photographie en Albanie et dans les Balkans.

## Biographie

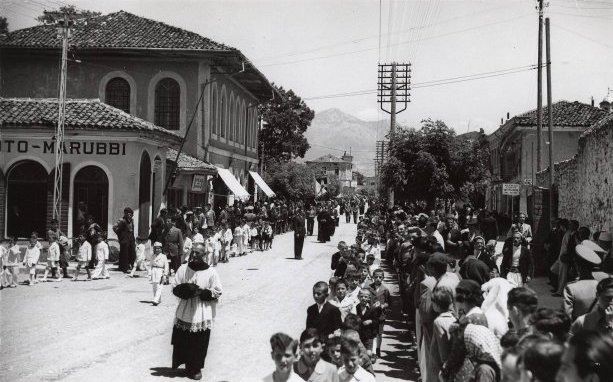
La procession du Corpus Christi à Shkodër en 1939-1940 ; à gauche, le bâtiment abritant le studio Marubi.

Pietro Marubi est né en 1832 dans la ville de Plaisance qui fait alors partie du duché de Parme. Dans sa jeunesse, il est impliqué dans le mouvement politique et social qui consolide les différents États de la péninsule italienne en un seul État unitaire ; à ce titre, il est considéré comme un partisan de l'expédition de Garibaldi contre les Austro-Hongrois. En 1856, il est contraint de quitter son pays natal après avoir été accusé d'avoir participé à l'assassinat du duc de Parme Charles III. Avec son épouse Maria-Marietta, il tente d'obtenir l'asile dans l'Empire ottoman, en se rendant à Corfou puis à Vlora en Albanie, mais il ne parvient pas à ses fins. Il décide de s'installer à Shkodër, dite aussi  Scutari d'Albania, peuplée de catholiques et d'une petite communauté d'Italiens.
À Shkodra, Marubi est désigné sous le prénom de Pjetër. Il a 24 ans, se consacre à la photographie ; son premier cliché en 1858 représente Hamze Kazazi (en), l'un des leaders de l'insurrection de Shkodër en 1835 contre l'empire ottoman ; c'est le premier cliché connu d'un Albanais, mais il est possible que ce soit un photomontage. Marubi ouvre en 1865 un studio de photographie qu'il nomme « Dritëshkronja », ce qui signifie « Écrit avec la lumière » en albanais.
Plusieurs des photographies de Marubi montrent des événements politiques, des personnages et des événements qui ont changé l'histoire de l'Albanie, tels que la Ligue de Prizren où il photographie la délégation de Shkodër en 1878 ou le soulèvement de Mirdita en 1876-1877.
Marubi forme à la photographie plusieurs jeunes gens de Shkodër. Kolë Idromeno, fils d'Arsen Idromeno, un ami de Marubi, devient son apprenti ; Marubi l'aide à se rendre à Venise pour étudier la peinture à l'Académie des beaux-arts de Venise ; Idromeno installe en 1883 à Shkodër un atelier de photographie qu'il nomme « Dritëshkronja Idromeno » ; au début du XXe siècle il s'intéresse au cinéma, correspond avec les frères Lumière et projette des films à Shkodër. Marubi se lie d'amitié avec un montagnard, Rrok Kodheli, qui est son jardinier ; il prend sous son aile ses deux fils, Mati et Mikel, pour leur apprendre la photographie. Mati est envoyé à l'Académie des arts de Venise puis à Trieste comme apprenti dans le studio photographique Sebastianutti & Benque ; mais il meurt subitement en 1881 à l'âge de 19 ans. Mikel Kodheli succède à son frère comme assistant dans le studio photographique de Marubi ; enthousiaste, désireux d'apprendre, Kel, comme on l'appelait, est lui aussi envoyé à Trieste pour y suivre une formation de photographe,.
Marubi travaille comme photojournaliste pour des magazines étrangers, tels que L'Illustration, The Illustrated London News, La Guerra d'Oriente et L'Illustrazione Italiana,.
Pjetër Marubi meurt en 1903. Sans enfant, il lègue son atelier à son élève, Mikel « Kel » Kodheli ; ce dernier, en signe de gratitude, change son nom de famille en Marubi, pour perpétuer la mémoire et l'œuvre de son maître. La contribution à la photographie de Kel Marubi (en) est tout aussi importante que celle de Pietro Marubi ; la dynastie Marubi se poursuit avec le fils de Kel, Gegë Marubi (en), qui se forme auprès des frères Lumière à Lyon dans les années 1920 et qui sera actif jusqu'à la fin de la seconde guerre mondiale,.

## Collections
Au début des années 1950, le studio Marubi est transformé en coopérative anonyme par l'état communiste albanais qui interdit toute activité privée. Gegë Marubi est contraint de remettre les photographies et les archives de sa famille à l'État : sans pouvoir travailler dans le secteur privé, il peut cependant en superviser la conservation. D'autres studios photographiques installés en Albanie à partir de la fin du XIXe siècle sont également contraints de céder leurs fonds, notamment Dritëshkroja e Kolës (ouvert en 1886), Fotografija Pici (ouvert en 1924), Foto Jakova (ouvert en 1932) et Foto Rraboshta (ouvert en 1943).
La Photothèque Marubi est créée en tant que division du Musée historique de Shkodër ; elle fait partie de ce musée jusqu'en 2003, date à laquelle elle devient une institution autonome. En 2016, le Musée national albanais de la photographie Marubi (en) est officiellement inauguré,.
Ce musée conserve et met en valeur une collection de plus de cinq cent mille négatifs datant de la seconde moitié du XIXe siècle à la fin du XXe siècle ; les archives du studio Marubi, plus de 100 000 négatifs, en constituent le fonds principal,,.

## Expositions
- 5 octobre 2011 - 8 janvier 2012 : L’âge d’or de la photographie albanaise. La dynastie Marubi et les rhapsodes de lumière 1858-1945, Maison européenne de la photographie, Paris[12].
- 16 septembre - 27 novembre 2016 : Dynasty Marubi – A Hundred Years of Albanian Studio Photography, Fotografiemuseum Amsterdam (FOAM)[13].
- 16 novembre - 9 décembre 2018 : L'archivio Marubi. Il rituale fotografico, Triennale de Milan ; l'exposition est organisée par le Musée national albanais de la photographie Marubi en collaboration avec le Museo di fotografia contemporanea de Cinisello Balsamo[14],[9],[15].
- 15 février - 2 mai 2019 : Dynasty Marubi: A Hundred Years of Albanian Studio Photography, Musée national albanais de la photographie Marubi, Shkodër.
- 18 avril - 2 juin 2019 : Piccoli tesori dell’800. Marubbi, Naretti, Callotipi, Dagherrotipi e variazioni, Palazzetto Baviera, Senigallia, dans le cadre de la première Biennale di Senigallia ; un ensemble de 24 études de costumes albanais en épreuves albuminées de 1878, coloriées par Marubi, est exposé[16],[17].
- 12 novembre - 5 décembre 2021 : Pietro Marubbi dhe fotografët e Periudhës Osmane [Pietro Marubbi et les photographes durant l'ère ottomane], Musée national albanais de la photographie Marubi, Shkodër[18].

## Galerie

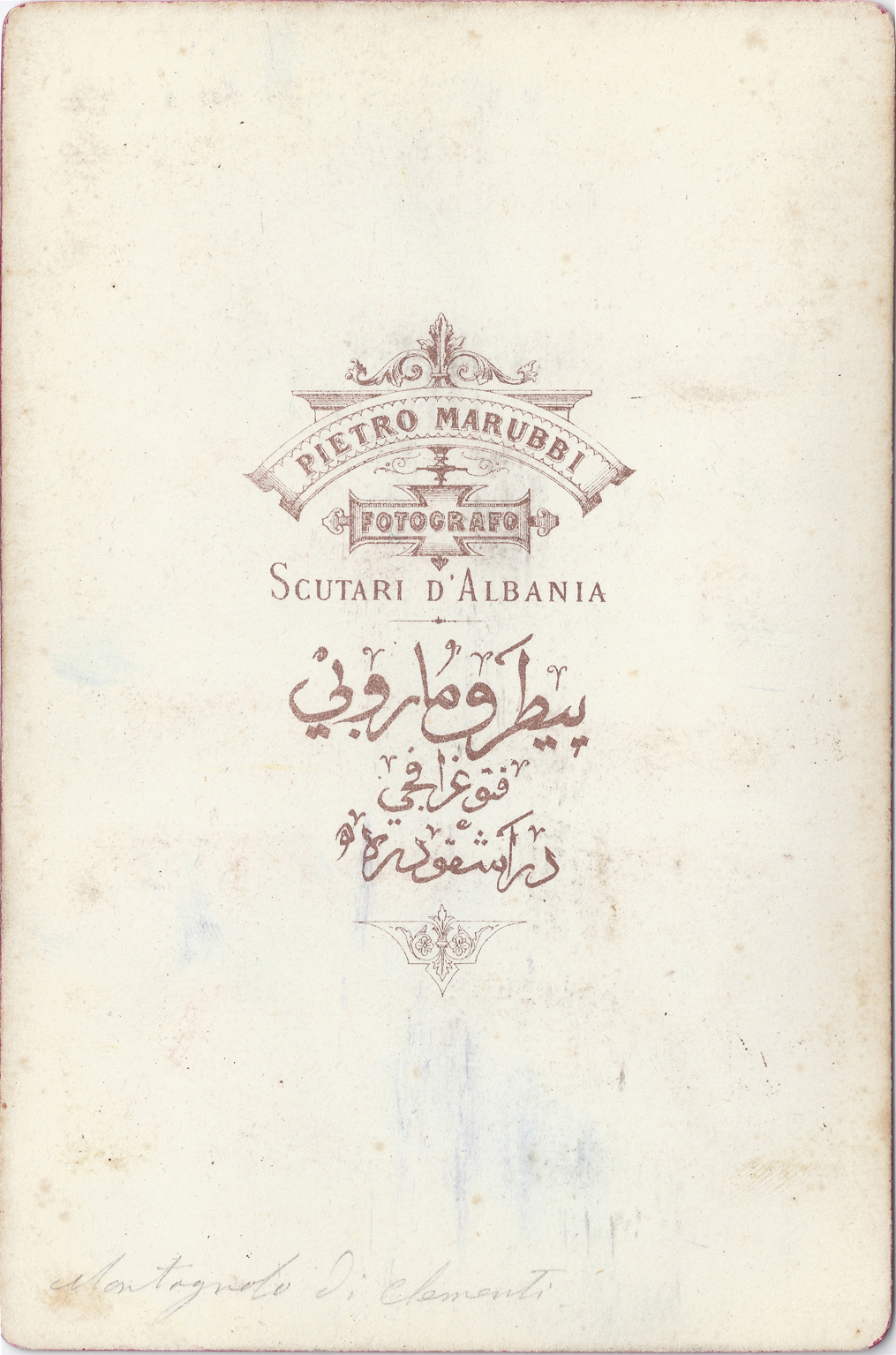
Verso d'une photo-carte de Pietro Marubbi, vers 1878.
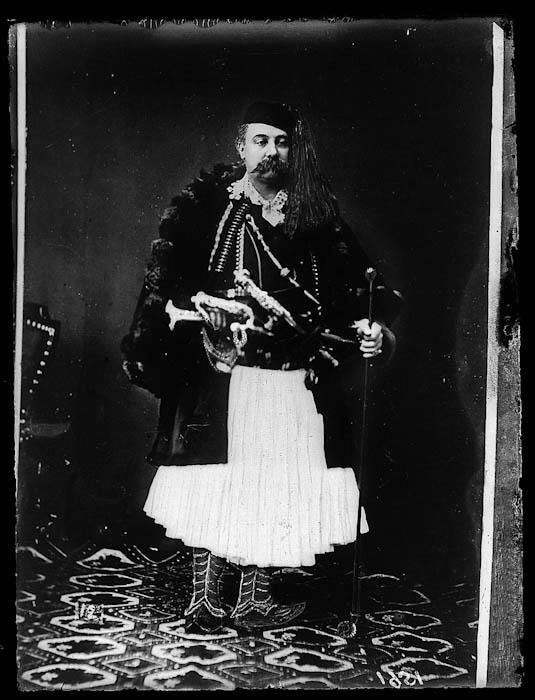
Hamze Kazazi, 1858[3].
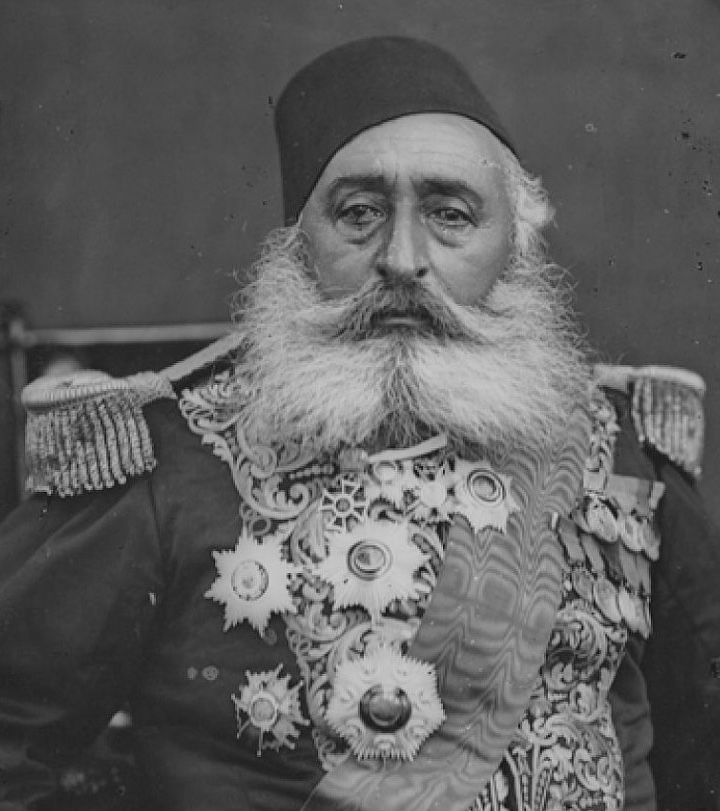
Ismail Pasha, 1875.
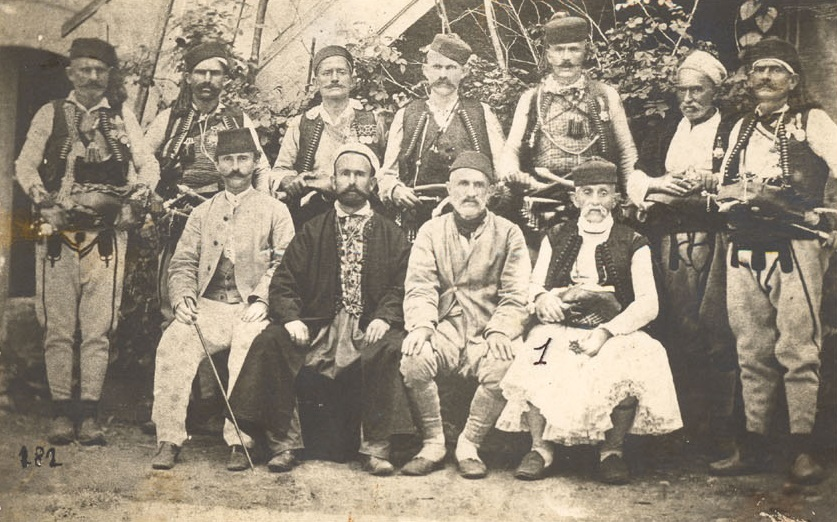
La délégation du sandjak de Shkodra lors de la Ligue de Prizren, 1878.
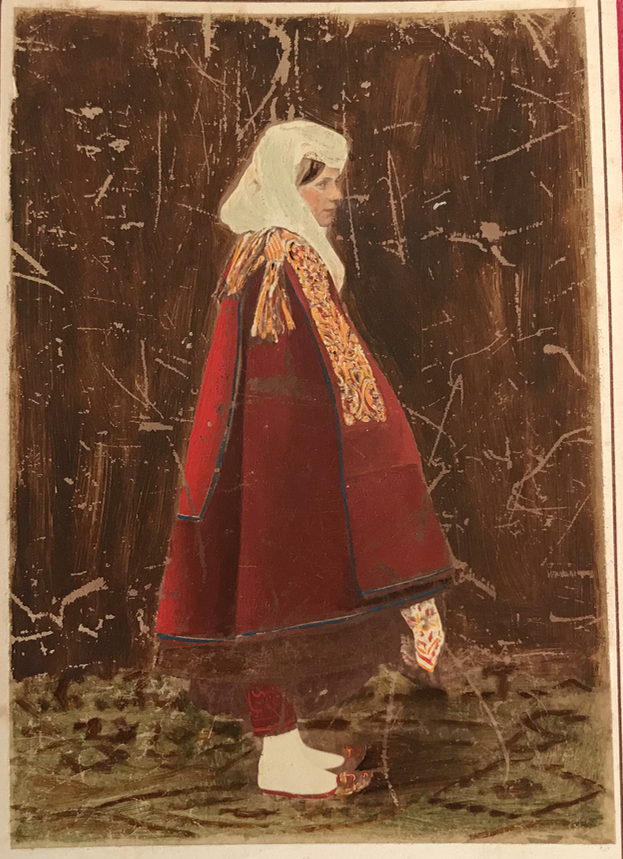
Jeune fille catholique à Shkodër, épreuve albuminée coloriée, vers 1878.
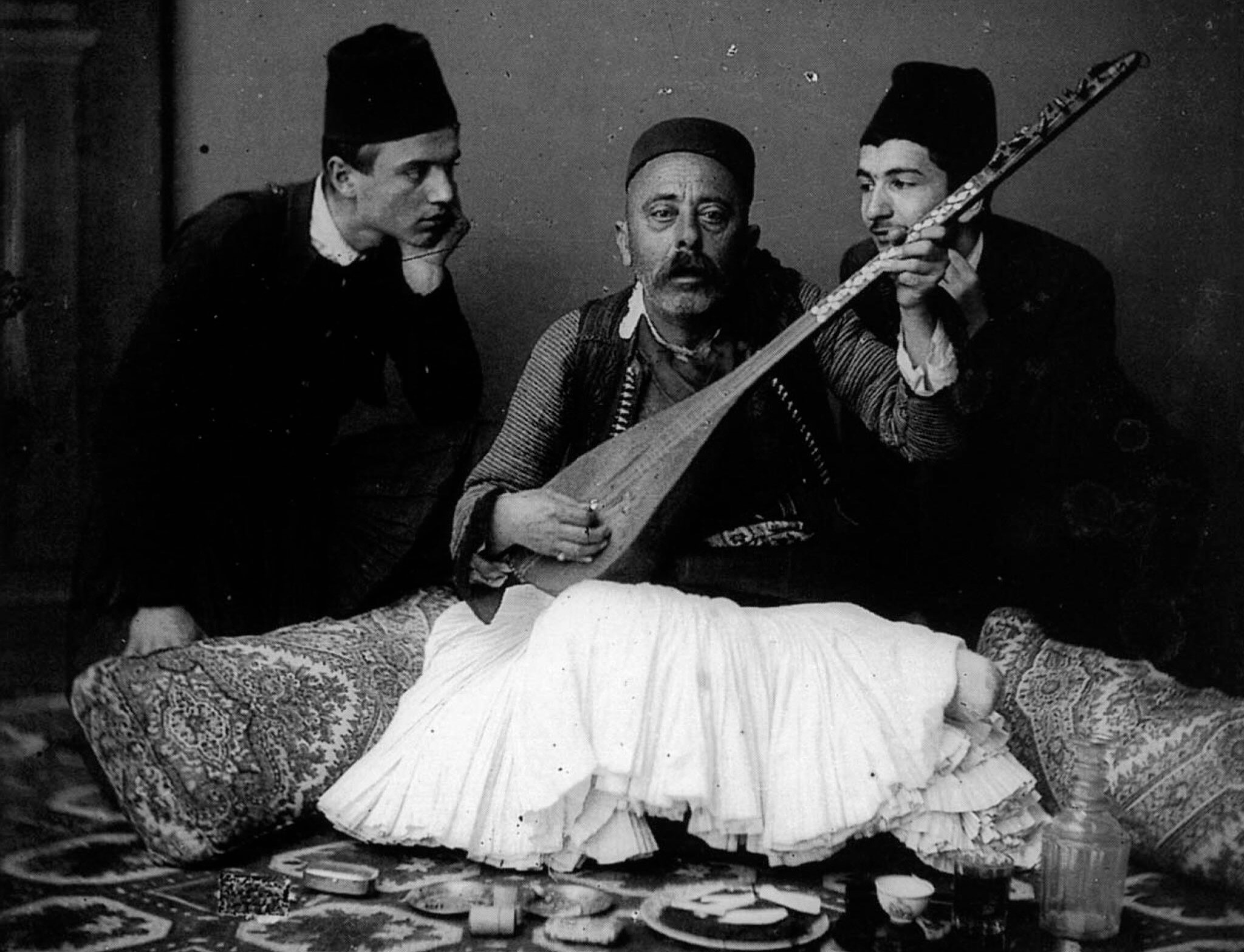
Musicien, vers 1880.
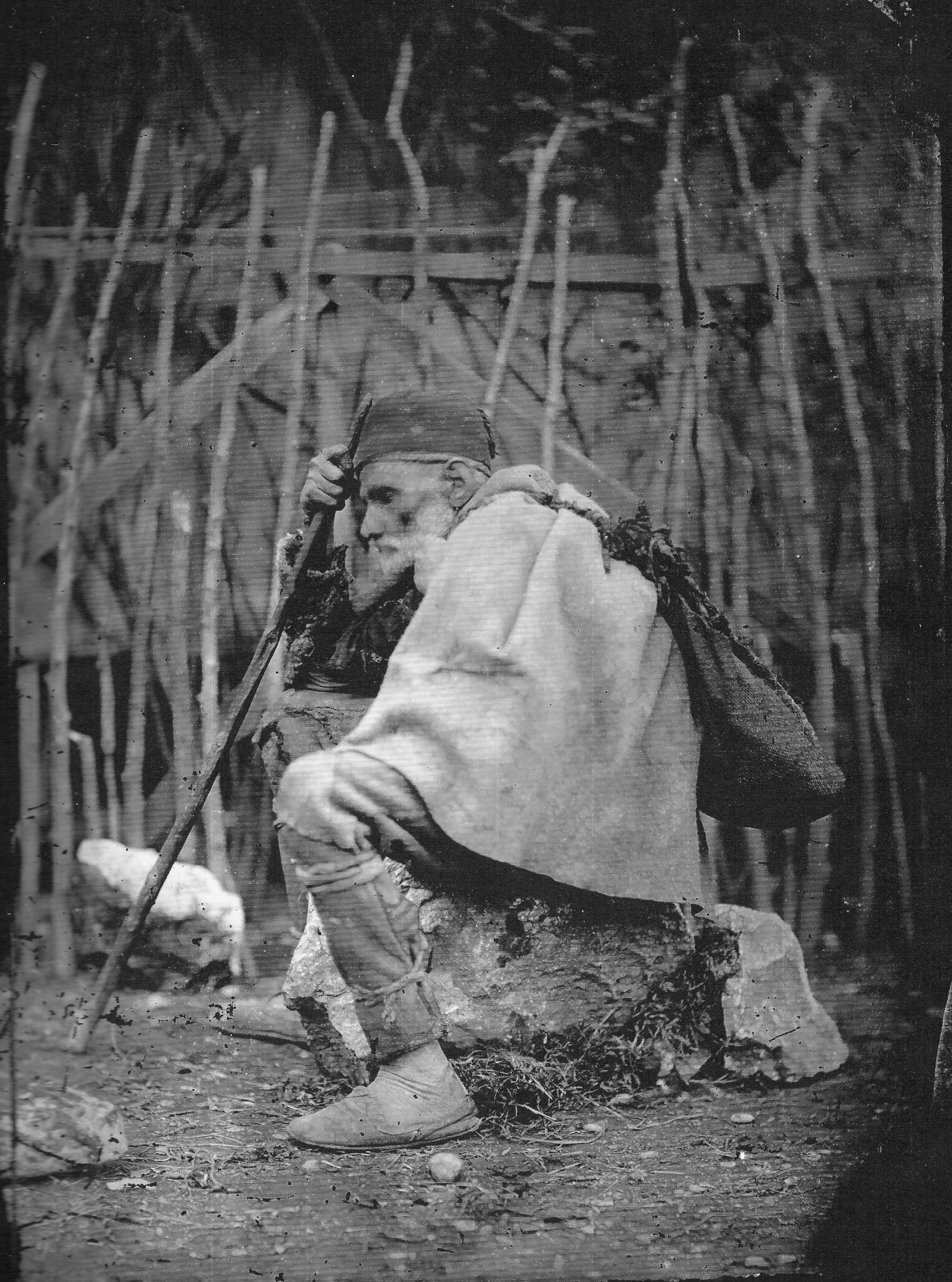
Mendiant, 1885.
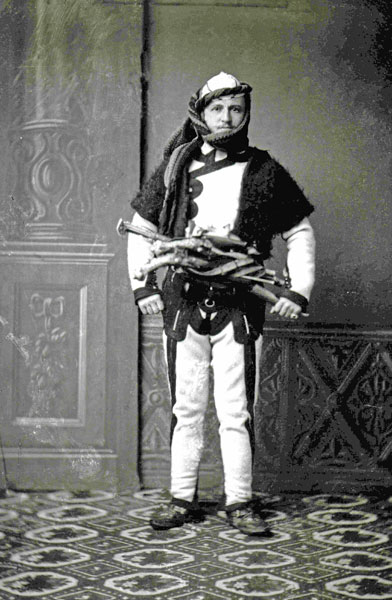
Theodor Ippen (en) en costume albanais, 1900.
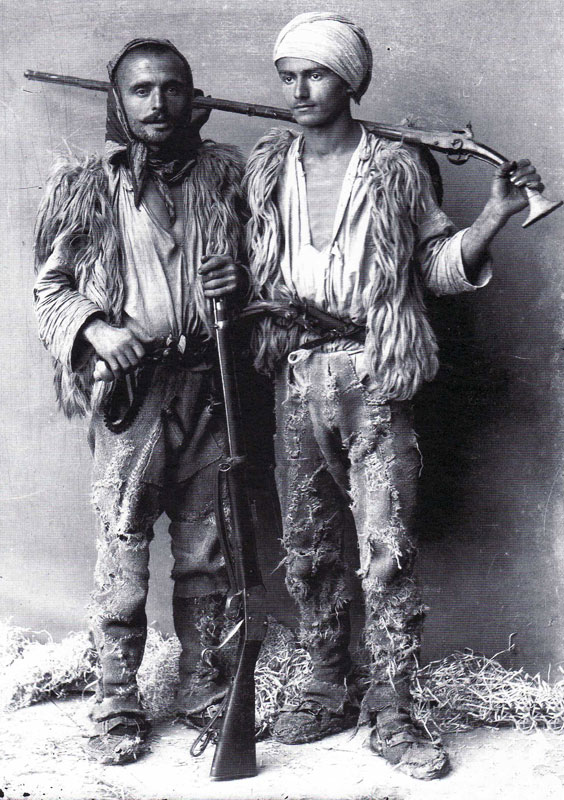
Membres de la tribu albanaise Shala (en).
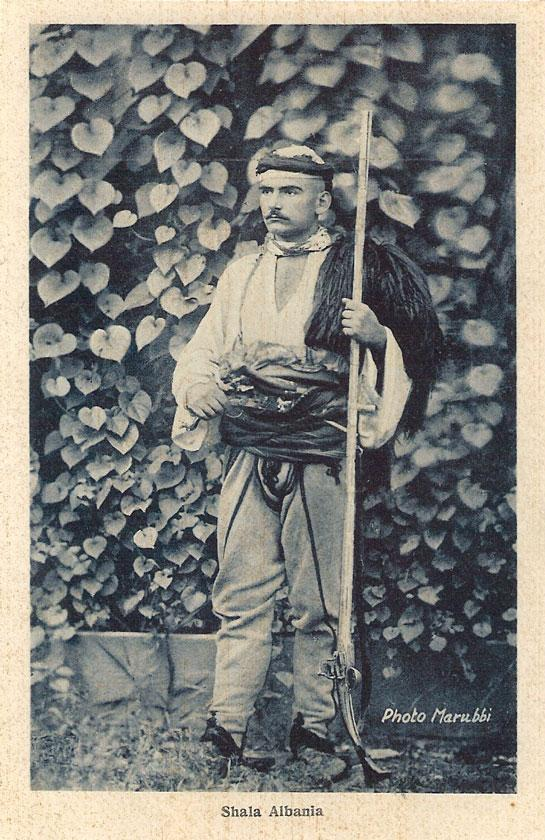
Un homme de la tribu Shala; carte postale d'après une photographie de Marubi.
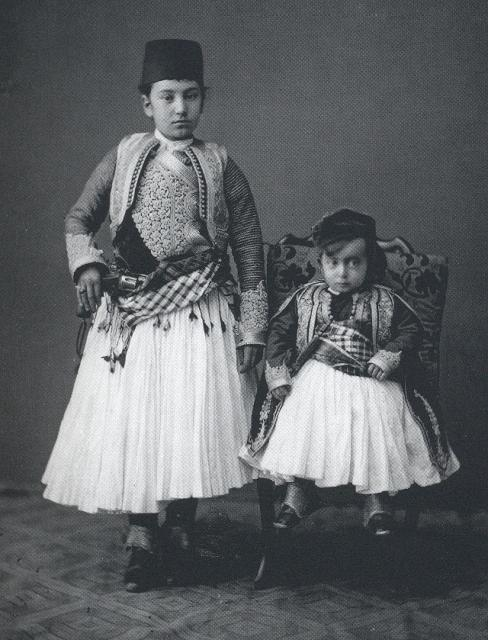
Enfants albanais en fustanelle.